# Xenentodon
Xenentodon – rodzaj ryb z rodziny belonowatych (Belonidae).

## Klasyfikacja
Gatunki zaliczane do tego rodzaju:
- Xenentodon cancila – belona słodkowodna[3]
- Xenentodon canciloides